# Albert Dandoy
Pour les articles homonymes, voir Dandoy.
Albert Dandoy, né à Namur le 3 avril 1885 où il meurt le 9 septembre 1977, est un artiste peintre paysagiste représentant du courant impressionniste belge.

## Biographie

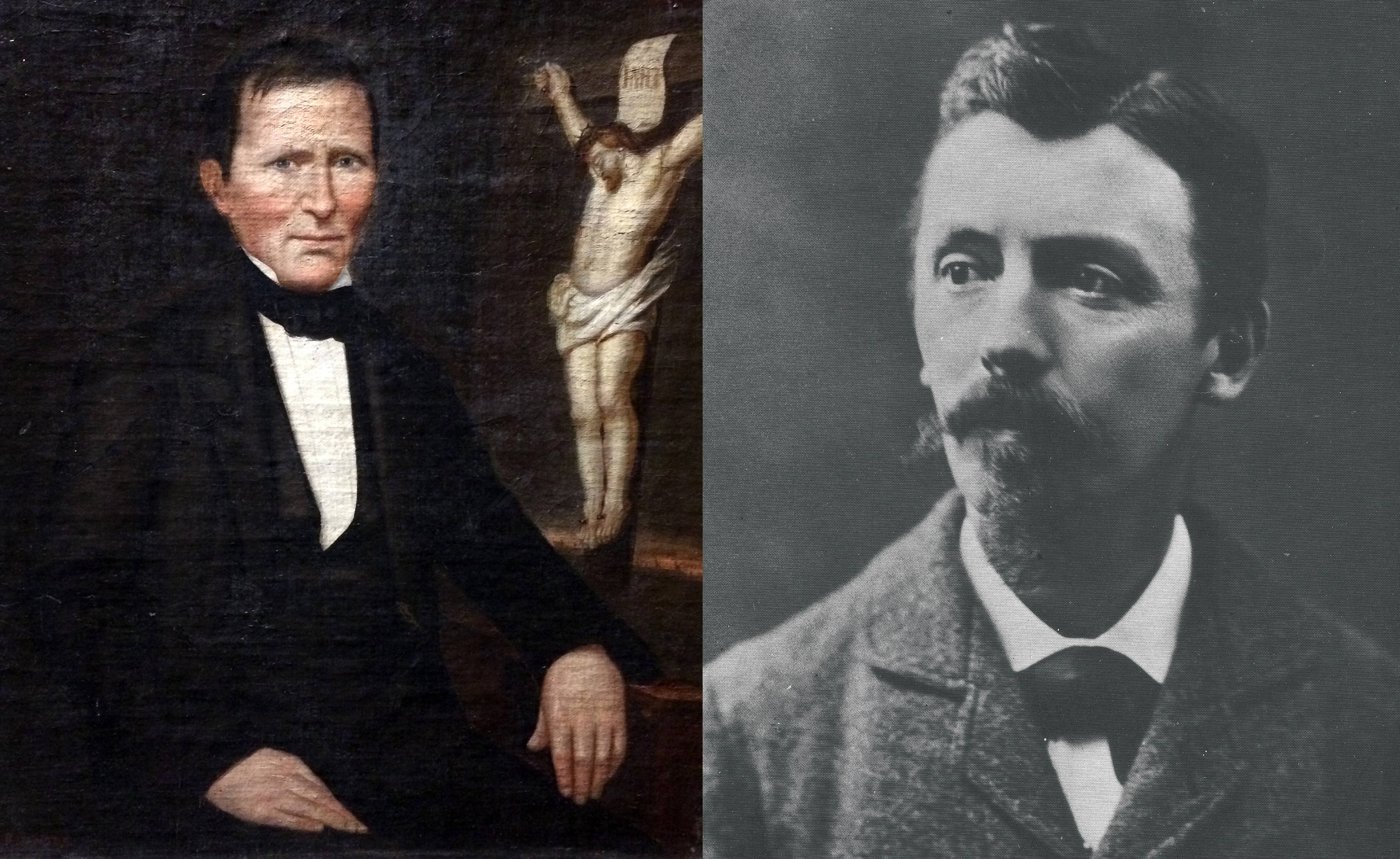
Portraits de Jean-Baptiste (1799-1873) et Auguste Dandoy (1839-1893), grand-père et père d'Albert (Collection famille Dandoy)

Albert André Dandoy est né le 3 avril 1885 à Namur dans une famille namuroise portée sur les arts. Il est le cinquième et dernier enfant d’Auguste Dandoy, artiste paysagiste et professeur à l’Académie des Beaux-Arts de Namur. Dans les années 1920, Il  épouse Ida Laverdure. De cette union naitront trois enfants : Pierre, qui sera photographe, Albert, décédé subitement à l'âge de huit ans, et Suzanne.
Inspiré par l'exemple de son père, il manifeste assez tôt un intérêt pour l’art pictural et perpétue la lignée initiée par son grand-père, Jean-Baptiste Dandoy (1799-1873), peintre et restaurateur de tableaux anciens.
Sur les bancs scolaires, en revanche, il supporte très mal la rigueur et l'autorité de l'enseignement classique. Ce qui lui vaut d'être successivement exclu du collège des Jésuites et de l'athénée de Namur. À la suite de cette série de renvois, sa mère, Élise Gerondal, décide de l’inscrire à l’Académie de peinture de Namur où enseignait autrefois son époux, décédé alors qu’Albert n’avait que huit ans. C’est dans cet établissement où, au contact des professeurs Nicolas Van den Eeden et Désiré Merny, il perfectionne ses dispositions pour la peinture,.
Après son passage à l’Académie, il suit les cours de Gustave Jomouton, professeur d'imitation de bois et de marbre, dans le but d’exercer le métier de décorateur. Pendant dix ans, il se consacre à des travaux de peinture industrielle sans interruption. Le tout en venant en aide aux charges financières de sa mère qui ne perçoit qu’une maigre pension de veuve. Au cours de ses activités, il imite avec virtuosité tant le marbre que le bois et s’improvise aussi comme décorateur de théâtre. 
Ce n’est que vers 1912 qu’Albert fait ses débuts de peintre avec le tableau « Meuse à Godinne ». Un loisir qu'il aura l'occasion d'approfondir avec le chômage provoqué par la Première Guerre mondiale dès 1914. Durant la période du conflit, il se consacre aussi au dessin à la plume ainsi qu'à la gravure à l'eau forte à laquelle il a recours pour reproduire sur toile des œuvres de son père. En parallèle, il réalise pour la première fois sur chevalet des tableaux de sa propre composition,,.
Hormis un intérêt pour les compositions de son père, il s’efforce à étudier les maîtres namurois tels que Joseph Quinaux, François Roffiaen, Théodore Baron ou encore Félicien Rops. Ce qui dégage dans son travail une fidélité à la tradition, tout en forgeant sa personnalité et une originalité propre.

## Une carrière d'enseignant

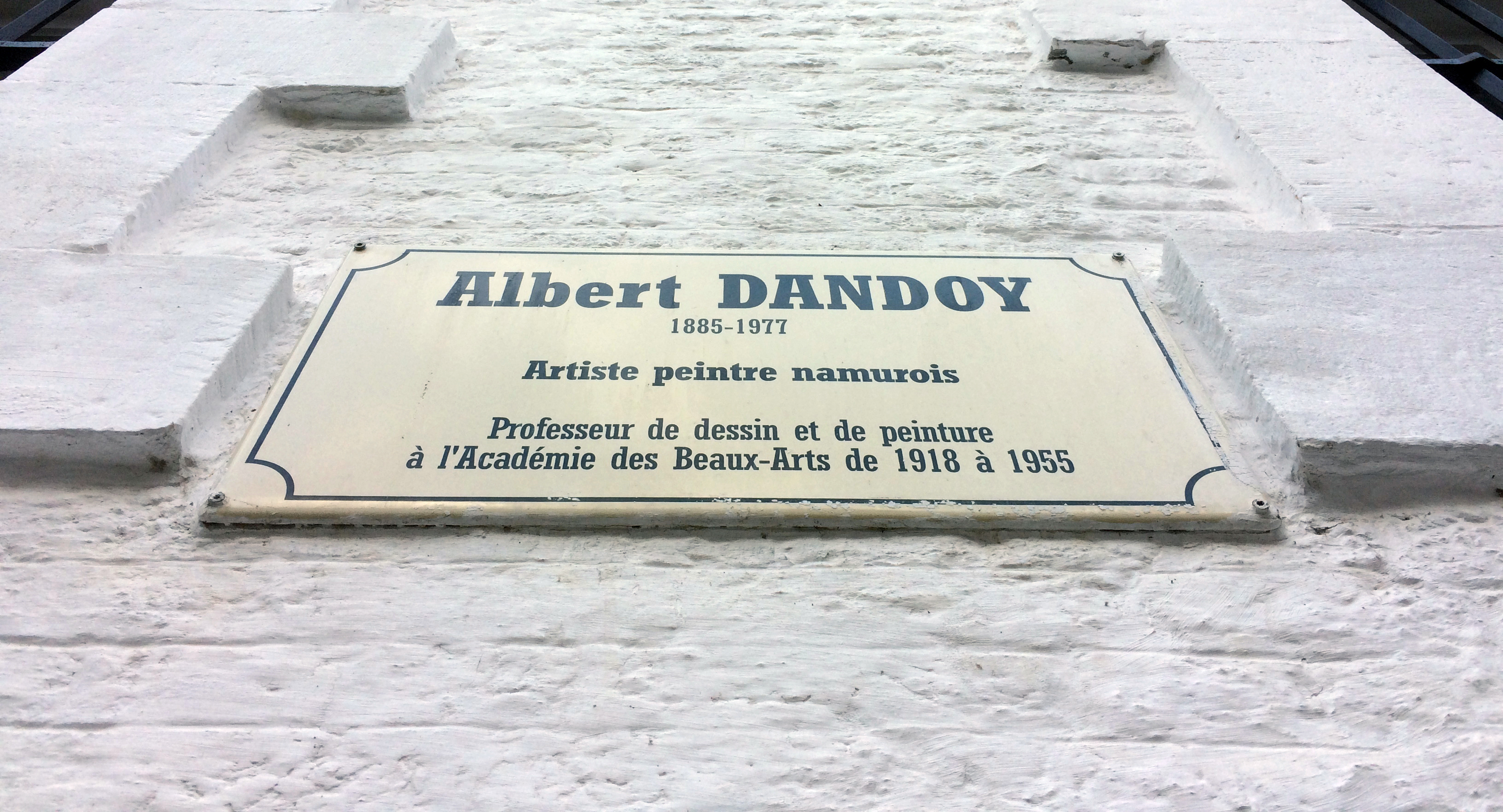
Plaque commémorative à l'Académie des Beaux-Arts de Namur

À la fin des hostilités en 1918, sur les conseils de son frère Léon-Paul, il soumet sa candidature pour le poste de professeur de peinture à l'Académie des Beaux-Arts de Namur. Au cours de l'épreuve, le jury le préfère au candidat Édouard Laurent avec neuf voix contre deux. Ce qui lui permet d'obtenir le poste du cours inférieur de dessin, autrefois dispensé par son père Auguste. Cette stabilité d'emploi lui permet d'abandonner son métier de décorateur et de poursuivre la peinture de chevalet. 
À partir de 1921, il passe ensuite au degré supérieur. À la suite de la disparition de Théo Tonglet survenue en 1930, Albert Dandoy lui succède au poste de professeur de peinture de l'Académie de Namur. De cette date jusqu'à l'après-guerre, il enseignerson art à plusieurs générations de peintres namurois parmi lesquelles figurent de jeunes talents tels que Luc Perot, Jeanne Salentiny, André Lapierre et Jean-Marie Van Espen. Durant l'apprentissage, il a recours à une discipline souple et tolérante à l'égard de ses élèves. Ceux-ci disposent en effet d'une certaine liberté sans que l'enseignant ne leur impose ses idées. Et si des erreurs apparaissent sur un tableau, il n'hésite pas à s'emparer du pinceau de l'élève pour les corriger,.
Albert Dandoy occupe encore son poste durant cinq ans  jusqu'à ce qu'il atteigne la limite d'âge fixée à septante ans. Il remet alors sa lettre de démission le 14 juillet 1955 avant de céder sa place à son ancien élève, Luc Perot.
En 1950, sa fiche signalétique de l'Académie met en évidence ses trente-deux années d'activité comme professeur.

## Le parcours d'artiste peintre

La Foire à Namur, 1975 (Collection famille Dandoy)

Malgré sa longue carrière d'enseignant, la fonction ne semble pas avoir contraint Albert de renoncer à ses travaux personnels. Bien au contraire puisqu'en parallèle, il réalise un nombre considérable de tableaux au cours de cette période et celle qui suivra son départ de l'Académie.
Dès 1928, une première exposition personnelle lui est consacrée au salon Stella situé à la rue de Bruxelles. Au cours de l'événement, pas moins de vingt toiles trouvent déjà acquéreur et les premières critiques se montrent élogieuses à l'égard de ce jeune artiste. La Province de Namur parle « de délicieux petits tableaux tout simples, sans prétention qui font revivre toutes nos vieilles rues », et une autre chronique signale d’emblée son rôle de « conservateur » du cœur et de l'âme de sa cité.
En 1930, un de ses paysages est retenu pour figurer au « Salon d'Art Contemporain » organisé par Les Amis du Musée des Beaux-Arts, en partenariat avec la Ville de Namur. Sa toile y côtoie des tableaux d'artistes de renom qui sont exposés au cours de l'un des événements artistiques les plus marquants du pays. 
Quatre ans plus tard, son frère, Léon-Paul, publie ses souvenirs de jeunesse dans Au Pays de Namur dont Albert assure les illustrations. Pour cet ouvrage, il réalise 25 tableautins avec lesquels il reconstitue avec fidélité les descriptions de son aîné et l'ensemble des décors qui ont marqué sa propre enfance,.
Du 9 au 23 avril 1939, pas moins de dix œuvres du fils d'Auguste figurent à la « 19e Exposition triennale des Beaux-Arts et des Arts appliqués » qui prend place à la Bourse du Commerce.  Un événement qui rassemble au total 288 tableaux de trente-huit artistes namurois. Ce sera l'ultime édition de ces « Triennales » à la suite de la disparition de son organisateur, Désiré Merny, décédé peu après ces festivités qui assuraient le renom artistique de la ville de Namur.
Au cours des années, son chevalet se plante tant au détour d'un sentier qu'au creux d'un vallon ou encore au bord d'un étang.
Peu après, éclate la Seconde Guerre mondiale. Afin de se mettre à l'abri des bombes, il se réfugie avec son épouse, son frère et les beaux-parents Laverdure à Sart-Saint-Laurent le 10 mai 1940. Au cours de ce périple, il emporte avec lui un volume cartonné dans lequel, à partir de la fin des années 1930, il avait réalisé 166 vues originales de Namur. Cette véritable mémoire picturale regroupe des peintures conçues soit d'après nature, soit d’après des travaux et études faits d’après nature. L'artiste namurois s'était chargé d'en écrire les légendes et en fait rédiger la préface par Adrien Oger, conservateur du Musée archéologique de Namur et correspondant de la revue Clarté. En 1985, huit ans après la disparition de l'artiste, sur l'initiative de son fils Pierre, l'ouvrage fera l'objet d'une publication à titre posthume par le Crédit Communal de Belgique,.
Après la guerre, A. Dandoy est doublement couronné par le Comité Central des Fêtes de Wallonie qui lui consacre une exposition sur le thème « 50 ans de peinture namuroise » et lui remet aussi une « Gaillarde d'Argent ». Une distinction remise chaque année au Wallon considéré comme le plus méritant,.

Synthèse de Namur au temps de ma jeunesse (Collection famille Dandoy)

À l'occasion d'une visite du roi Baudouin et de la reine Fabiola à Namur en 1962, la Ville offre au couple royal un tableau du peintre représentant un panorama vu depuis la citadelle. Une œuvre jugée alors comme représentative de l'identité de la capitale wallonne. Albert se charge lui-même de remettre la toile aux souverains avant qu'elle ne prenne place ensuite dans l'une des salles du Château de Laeken.
En mars 1967, il est à nouveau sous le feu des projecteurs avec une exposition rétrospective que lui consacre la Maison de la Culture de Namur. Au cours de l'événement, cinquante tableaux les plus symboliques de sa carrière sont visibles auprès du public. Quasi tous trouvent amateur au bout de trois semaines. Pour l'occasion, un album de trente pages « L'œuvre d'Albert Dandoy » est même publié en guise de catalogue.
L'année suivante, la Ville de Namur lui achète la toile « 3e Dimanche de juillet ». Une acquisition faisant partie de sa série de synthèses qu'il avait entamée dès 1957. Si les autres tableaux de l'artiste se caractérisent par un travail à l'huile en un seul jet, les synthèses, quant à elles, sont pensées de sorte que chaque monument ne contrarie pas l'équilibre de la composition. Pendant leur réalisation, il s'agit pour le peintre  de placer divers éléments, initialement séparés, avant de les unir en une seule et même œuvre,. 
Vers la fin de sa vie, il prépare en 1975, pour fêter ses nonante ans, une nouvelle exposition au Centre culturel Félicien Rops. L'occasion pour les visiteurs d'y découvrir une vingtaine d'huiles aux oppositions chromatiques plus marquées que ses travaux précédents. Ce sera son ultime contact avec le public,.
Albert Dandoy décède, à l'âge de nonante-deux ans, le 9 septembre 1977 à l'infirmerie de l'Hospice d'Harscamp peu après avoir subi une intervention chirurgicale à la clinique Saint-Elisabeth de Salzinnes. Trois jours plus tard, une foule nombreuse et quelques personnalités du monde artistique et politique lui rendent un dernier hommage au cours de la messe des funérailles concélébrée à la cathédrale Saint-Aubain.
Son œuvre évoque l'âme paisible de Namur, la vie de ses pierres, de ses arbres ou encore la vie publique des namurois.

## Hommages et distinctions

Albert Dandoy photographié par son fils Pierre (Collection Pierre Dandoy)

Durant la décennie qui suit sa disparition, nombreuses sont les expositions rétrospectives organisées par les galeristes namurois afin d'honorer le travail d'un artiste dont le pinceau avait glorifié le peuple, au détriment de l'aristocratie ou des monuments les plus prestigieux.
Il est représenté en pied sur la Fresque des Wallons dans le centre de Namur. 
Les distinctions suivantes lui ont été décernées par le prince régent Charles de Belgique : 
- Chevalier de l'ordre de Léopold II (Belgique) ;
- Médaille civique de première classe (Belgique) .

## Œuvres

### Peinture

La Panne, 1950 (Collection famille Dandoy)

- Les Environs d'Arlon, 1910, huile sur toile (Collection particulière)
- Soir dans les Fagnes, 1911, huile sur toile (Collection particulière)
- Foire de Juillet sur la Grand-Place de Namur, 1911, huile sur papier, 18 x 25 cm (Collection Pierre Dandoy)
- La Meuse à Godinne, 1912, 90 x 110 cm (Collection Georges Dandoy)
- Rue des Tanneries, 1914, encre de chine sur papier, 40 x 30 cm (Collection particulière)
- La Chapelle des Remparts, 1914, huile sur papier, 18 x 11 cm (Collection Pierre Dandoy)
- Sur les Hauteurs de Bouge, 1916, huile sur papier, 18 x 24 cm (Collection Pierre Dandoy)
- Vieilles Maisons au Moulin-À-Vent (Chaussée de Louvain), 1920, huile sur papier, 33 x 18 cm (Collection Pierre Dandoy)
- La Sambre aux Balances, 1920, huile sur papier, 17 x 23 cm (Collection Pierre Dandoy)
- Rue des Bouchers, 1922, huile sur papier, 14 x 23 cm (Collection Pierre Dandoy)
- Rue Fonds d'Arquet, 1925, huile sur papier, 21 x 28 cm (Collection Pierre Dandoy)
- Le Houyoux rue des Tanneries, 1925, huile sur papier, 24 x 17 cm (Collection Pierre Dandoy)
- Rue du Pied Noir, 1926, huile sur papier, 30 x 40 cm (Collection Pierre Dandoy)
- Le Chemin de Halage de la Meuse, 1930, huile sur toile (Collection Suzanne Dandoy)
- L’Écluse de la Sambre, 1930, huile sur toile (Collection Suzanne Dandoy)
- Rue des Brasseurs, 1930, huile sur triplex, 40 x 30 cm (Collection Pierre Dandoy)
- Place de l'Ange, 1930, huile sur papier, 14 x 18 cm (Collection Pierre Dandoy)
- Le Houyoux à Saint-Servais, 1933, huile sur papier, 19 x 15 cm (Collection Pierre Dandoy)
- Aux Quatre Coins, 1934, huile sur papier, 13 x 10 cm (Collection Pierre Dandoy)
- Allée Verte, 1938, huile sur papier, 17 x 11 cm (Collection Pierre Dandoy)
- Fagnes, 1940, huile sur toile, 30 x 40 cm (Collection particulière)
- Citadelle, 1940,  huile sur toile (Collection Suzanne Dandoy)
- La Meuse au village de Houx, 1940 (Collection D. Mortier)

La Meuse au village de Houx (Belgique) par Albert Dandoy, 1940

- Rue du Président, 1943, huile sur papier, 14 x 10 cm (Collection Pierre Dandoy)
- Procession de la Plante, 1947, huile sur toile, 49 x 59 cm (Collection Sleewaegen)
- Panorama vers Niverlee, 1949, huile sur toile (Collection particulière)
- La Panne, 1950, huile sur toile (Collection Pierre Dandoy)
- Joutes sur la Sambre, 1956, huile sur toile (Collection de l'hôtel « Porte de Fer »)
- Kermesse à Jambes, 1957, huile sur toile, 60 x 78 cm[6]
- Place du Marché aux Légumes, 1958, huile sur toile (Collection de l'hôtel « Porte de Fer »)
- Le Panorama de Namur, 1960, huile sur toile (Collection de l'hôtel « Porte de Fer »)
- Place de la Gare, 1960, huile sur toile (Collection de l'hôtel « Porte de Fer »)
- Notre-Dame du Rempart, 1964, huile sur toile, 130 x 80 cm (Collection Pierre Dandoy)
- Namur au Temps de ma Jeunesse, huile sur toile, 140 x 90 cm (Collection Pierre Dandoy)
- L’église de Foy Notre-Dame, 1966, huile sur papier, 31 x 21 cm (Collection Georges Dandoy)
- Furnes, 1970, huile sur papier, 33 x 21 cm (Collection Georges Dandoy)
- Place du Marché aux Légumes, 1973, huile sur toile, 50 x 40 cm (Collection Lizin)

### Publications
- « L'Alsace des Wallons », Les Annales politiques et littéraires, 24 octobre 1920, p. 9 lire en ligne sur Gallica
- Le Perron de Liège, Art et folklore, 1954 aperçu sur Google Livres
- Les Origines du Palais Curtius, Liège, Société royale Le Vieux Liège, 1958
- Le Palais Curtius. Le témoignage de Philippe de Hurges, Liège, Société royale Le Vieux Liège, 1959